# Мольвена
Мольвена (італ. Molvena, вен. Molvena) — муніципалітет в Італії, у регіоні Венето, провінція Віченца.
Мольвена розташована на відстані близько 440 км на північ від Рима, 70 км на північний захід від Венеції, 23 км на північ від Віченци.
Населення — 2589 осіб (2014).

## Демографія
Населення за роками:

Станом на 31 грудня 2014 року в муніципалітеті офіційно проживало 58 іноземців з 16 країн, серед них 33 громадяни країн Євросоюзу та 1 громадянин України.

## Сусідні муніципалітети
- Фара-Вічентіно
- Маростіка
- Мазон-Вічентіно
- П'янецце
- Сальчедо